# Ascothorax ophioctenis
Ascothorax ophioctenis is een kreeftachtigensoort uit de familie van de Ascothoracidae. De wetenschappelijke naam van de soort is voor het eerst geldig gepubliceerd in 1914 door Djakonov.